# Фехтование на летних Олимпийских играх 1904 — палки
Соревнования по фехтованию на палках среди мужчин на летних Олимпийских играх 1904 прошли 8 сентября. Приняли участие три спортсмена из двух стран.

## Призёры
| Золото                     | Серебро             | Бронза          |
| Альбертсон Ван Зо Пост США | Уильям О’Коннор США | Уильям Гриб США |

## Соревнование
| Место | Спортсмен                    | Уколов |
| ----- | ---------------------------- | ------ |
| 1     | Альбертсон Ван Зо Пост (USA) | 11     |
| 2     | Уильям О’Коннор (USA)        | 8      |
| 3     | Уильям Гриб (USA)            | 2      |